# 蒼天の白き神の座 GREAT PEAK
『蒼天の白き神の座 GREAT PEAK』（そうてんのしろきかみのくら グレートピーク）は、ソニー・コンピュータエンタテインメントより発売されたプレイステーション用シミュレーションゲームである。

## 概要
登山隊の隊長となり、前人未踏の高峰を目指す、登山シミュレーションゲームである。1年の始めにその年の登山計画を練る「計画モード」と、実際の登山を行う「作戦モード」からなる。雪崩や落石に加え、低温による凍傷、強風による滑落、低酸素濃度による高度障害などが登山隊の隊員たちを襲い、常に生命の危険にさらされる。
隊長は隊員たちの報告を元に、ベースキャンプから的確な指示を出す役目を負う。些細な判断ミスでも隊員の死につながる事になる。
滑落等による負傷はもちろん、ルート喪失によって登山隊が遭難、それを捜索しに出た捜索隊も二重遭難する危険性がある。時には経験豊富な高能力の隊員ですら雪崩に遭うなどして一瞬のうちに死亡してしまうことさえあり、現実の高標高登山と同様、情け容赦無い大自然の脅威を実感させる。
ゲームの取り扱い説明書とは別に、登山家の八木原圀明による小冊子が同梱されている。

## ストーリー
世界最高峰のK-0を擁するカムコルス山脈。しかしその山脈を囲むように位置する山岳国家ウルムンド共和国は、長年鎖国政策をとり、その門戸を閉ざしていた。しかし、世界中のアルピニストの働きかけにより、72年ぶりに鎖国政策を解消。プレイヤーである登山家も登山隊を組織し、カムコルス山脈を目指す。

## システム
登山隊を結成するための隊員集めを行う。隊員の能力は千差万別だが、登山を繰り返すことで隊員たちも成長する。後に隊員の人数に応じて物資の調達を行い、登山ルートを決めることになる。

### 計画モード
隊員の募集と、登山計画の策定を行う。登山計画では、登頂する山とベースキャンプ位置の選択、作戦時期、参加隊員、装備品を決定する。

### 作戦モード
計画モードで選択した山のベースキャンプへ移動し、登山を行う。主に以下の手順で作戦を行うが、必要に応じて繰り返すことになる。
- 隊の編成
- ルートの探査
- ルート決定
- ルート工作
- キャンプ設営
- 装備品運搬
- 山頂へのアタック
- 山からの撤収

実際の登山と同様に、大人数による入念なルート設定やキャンプの細かな設営でリスクを確実に減らし登頂を目指す極地法、少人数(あるいは単独)による必要最低限度の装備で高速登頂を目指すアルパインスタイル、あるいは両者の中間的なスタイルをプレイヤーの任意で自らに課す事もでき、自由度は比較的高いものとなっている。
ゲームそのものには直接に関係のない登山用語や登山用具などを網羅した丁寧な用語集も収められている。

## 内容

### ステージ
いずれも、山岳国家ウルムンド共和国のほとんどを占めるカムコルス山脈の山々である。また、いずれも実在の山にモチーフが取られている。
- マヌーツェ（7,128m） - エベレストに連なる氷壁を抱えた山。ローツェ（8,516m）をモチーフとしている。
- ダウラチェンリ（7,636m） - 白い山。ダウラギリ（8,167m）をモチーフとしている。
- カンガプルナ（8,021m）- 最初の8,000m峰。アンナプルナ（8,091m）をモチーフとしている。
- シシャカンリ（8,482m）- 最後の8,000m峰。シシャパンマ（8,027m）をモチーフとしている。
- K-0（8,955m）- 非情の山。K2（カラコルム山脈第2峰）（8,611m）をモチーフとしている。作品中ではニコノサという別称も設定されている。

## 備考
本作の制作に携わった神奈川ヒマラヤ登山隊の広島三朗は、1997年8月20日未明、カラコルム山脈スキルブルム峰登頂後、帰還直前のベースキャンプを襲った爆風雪崩にて遭難し、亡くなった。本作のオープニングムービーではこの件に触れ、謝辞と哀悼の意を送っている。